# 1990 DM2
1990 DM2 är en asteroid i huvudbältet som upptäcktes den 24 februari 1990 av den belgiske astronomen Henri Debehogne vid La Silla-observatoriet.
Den har den diameter på ungefär 7 kilometer och den tillhör asteroidgruppen Agnia.